# Leandro Somoza
Leandro Daniel Somoza (Buenos Aires, 26 de enero de 1981) es un exfutbolista y actual entrenador argentino que jugaba como mediocampista. Actualmente de encuentra sin equipo. 
Trabajó como ayudante de campo de Miguel Ángel Russo entre 2019 y 2021.

## Trayectoria
Debutó en 2001 y obtuvo el Torneo Clausura 2005 con Vélez Sarsfield. Se destacó como un mediocampista central de recuperación y orden.
En julio de 2006 es transferido al Villarreal de España en alrededor de 4 millones de Euros. A mediados de 2007 Villarreal lo cede a préstamo por un año al Real Betis.
En julio de 2008 regresó a su club de origen en Argentina, Vélez Sarsfield, donde estuvo muchos meses inactivo por una fractura en un partido contra San Martín de Tucumán. Allí se lo esperó para su recuperación y en enero de 2011 Somoza fue transferido de Vélez Sarsfield para pasar a Boca Juniors. El pase se hizo efectivo por 700 mil dólares, pagados a Villarreal (US$ 200.000) y Vélez Sarsfield (US$ 500 000). Su contrato se realizó a 2 años y medio.
Debutó contra Godoy Cruz en un partido en el que Boca fue derrotado por 4 a 1.
Su primer gol en Boca lo marcó en la Bombonera por la Copa Libertadores ante Fluminense. Empatando un partido que Boca terminó perdiendo por 2 a 1. Quitándoles el invicto de 36 partidos. Su segundo gol lo convirtió jugando contra Independiente por la Copa Sudamericana, un partido que terminó 3 a 3.
Luego de dos temporadas en Boca, no se llegó a un acuerdo con la dirigencia y no renovó contrato.
En junio del 2013 se concretó su traspaso como jugador libre al Club Atlético Lanús. En la fecha 7 del Torneo Inicial 2013, anota su primer gol contra Argentinos Juniors en la victoria de su equipo por 4 a 0. En ese mismo año también obtuvo la Copa Sudamericana 2013, el único título internacional de su carrera.
En enero del 2015 se convirtió en jugador de Vélez Sarsfield por tercera vez.
En junio de 2018 se retiró del fútbol a los 37 años, tras salir campeón de la B Nacional con Aldosivi. También dio vueltas olímpicas con Vélez, Lanús y Boca, los otros tres clubes argentinos en donde jugó.

## Selección Argentina
Fue convocado el 8 de octubre de 2013 por el director técnico Alejandro Sabella.

## Clubes

### Como jugador
| Club            | País      | Año       | Partidos | Goles |
| --------------- | --------- | --------- | -------- | ----- |
| Vélez Sarsfield | Argentina | 2001-2006 | 124      | 6     |
| Villarreal      | España    | 2006-2007 | 25       | 0     |
| Real Betis      | España    | 2007-2008 | 18       | 0     |
| Vélez Sarsfield | Argentina | 2008-2010 | 65       | 6     |
| Boca Juniors    | Argentina | 2011-2013 | 91       | 3     |
| Lanús           | Argentina | 2013-2014 | 72       | 1     |
| Vélez Sarsfield | Argentina | 2015-2017 | 42       | 0     |
| Aldosivi        | Argentina | 2017-2018 | 21       | 0     |

### Como ayudante de campo
| Club          | País      | Año       |
| ------------- | --------- | --------- |
| Cerro Porteño | Paraguay  | 2019      |
| Boca Juniors  | Argentina | 2020-2021 |

### Como entrenador
| Club            | País      | Año  |
| --------------- | --------- | ---- |
| Rosario Central | Argentina | 2022 |
| Aldosivi        | Argentina | 2022 |

## Clubes y estadísticas

#### Jugador
Datos actualizados al fin de la carrera deportiva.
| Vélez Sarsfield Argentina |               |               |     |    |    |    |    |     |     |    |
| 1.ª | C-2001        | 1             | 0   | -  | -  | -  | -  | 16  | 1   |    |
| 1.ª | A-2001        | 6             | 0   | -  | -  | 2  | 0  | 8   | 0   |    |
| 1.ª | C-2002        | 14            | 0   | -  | -  | 5  | 0  | 19  | 0   |    |
| 1.ª | A-2002        | 12            | 0   | -  | -  | -  | -  | 12  | 0   |    |
| 1.ª | C-2003        | 7             | 0   | -  | -  | -  | -  | 7   | 0   |    |
| 1.ª | A-2003        | 14            | 1   | -  | -  | 1  | 0  | 15  | 1   |    |
| 1.ª | C-2004        | 10            | 0   | -  | -  | 3  | 0  | 13  | 0   |    |
| 1.ª | A-2004        | 17            | 0   | -  | -  | -  | -  | 17  | 0   |    |
| 1.ª | C-2005        | 15            | 0   | -  | -  | -  | -  | 15  | 0   |    |
| 1.ª | A-2005        | 17            | 2   | -  | -  | 6  | 1  | 23  | 3   |    |
| 1.ª | C-2006        | 11            | 1   | -  | -  | 8  | 4  | 19  | 5   |    |
| 1.ª | A-2008        | 12            | 3   | -  | -  | -  | -  | 12  | 3   |    |
| 1.ª | A-2009        | 16            | 2   | -  | -  | 4  | 0  | 20  | 2   |    |
| 1.ª | C-2010        | 8             | 0   | -  | -  | 7  | 0  | 15  | 0   |    |
| 1.ª | A-2010        | 17            | 1   | -  | -  | 1  | 0  | 18  | 0   |    |
| 1.ª | 2015          | 19            | 0   | 1  | 0  | -  | -  | 20  | 0   |    |
| 1.ª | 2016          | 14            | 0   | 1  | 0  | -  | -  | 15  | 0   |    |
| 1.ª | 2016          | 6             | 0   | 1  | 0  | -  | -  | 7   | 0   |    |
| Total club | Total club    | 216           | 9   | 3  | 0  | 37 | 5  | 256 | 14  |    |
| Villarreal · España |               |               |     |    |    |    |    |     |     |    |
| 1.ª | 2006-07       | 25            | 0   | 3  | 0  | -  | -  | 28  | 0   |    |
| Total club | Total club    | 25            | 0   | 3  | 0  | 0  | 0  | 28  | 0   |    |
| Real Betis · España |               |               |     |    |    |    |    |     |     |    |
| 1.ª | 2007-08       | 15            | 0   | 3  | 0  | -  | -  | 18  | 0   |    |
| Total club | Total club    | 15            | 0   | 3  | 0  | 0  | 0  | 18  | 0   |    |
| Boca Juniors Argentina |               |               |     |    |    |    |    |     |     |    |
| 1.ª | C-2011        | 16            | 0   | -  | -  | -  | -  | 16  | 0   |    |
| 1.ª | A-2011        | 17            | 0   | -  | -  | -  | -  | 17  | 0   |    |
| 1.ª | C-2012        | 11            | 0   | 3  | 0  | 8  | 1  | 22  | 1   |    |
| 1.ª | I-2012        | 14            | 0   | 1  | 0  | 2  | 1  | 20  | 0   |    |
| 1.ª | F-2013        | 8             | 0   | 2  | 0  | 9  | 1  | 19  | 1   |    |
| Total club | Total club    | 66            | 0   | 6  | 0  | 19 | 3  | 91  | 3   |    |
| Lanús Argentina |               |               |     |    |    |    |    |     |     |    |
| 1.ª | I-2013        | 15            | 1   | -  | -  | 10 | 0  | 25  | 1   |    |
| 1.ª | F-2014        | 13            | 0   | -  | -  | 11 | 0  | 24  | 0   |    |
| 1.ª | 2014          | 17            | 0   | 1  | 0  | 5  | 0  | 23  | 0   |    |
| Total club | Total club    | 45            | 1   | 1  | 0  | 26 | 0  | 72  | 1   |    |
| Aldosivi Argentina |               |               |     |    |    |    |    |     |     |    |
| 2.ª | 2017-18       | 21            | 0   | 1  | 0  | -  | -  | 22  | 0   |    |
| Total club | Total club    | 21            | 0   | 1  | 0  | 0  | 0  | 22  | 0   |    |
| Total carrera | Total carrera | Total carrera | 388 | 10 | 17 | 0  | 82 | 8   | 487 | 18 |
| (1) Incluye datos de la Copa del Rey, Copa Argentina, Supercopa Argentina. (2) Incluye datos de la Copa Mercosur, Copa Libertadores, Copa Sudamericana, Recopa Sudamericana, Copa Suruga Bank. (3) No incluye goles en partidos amistosos. |               |               |     |    |    |    |    |     |     |    |

### Selección nacional
| Selección | Año   | Amistoso | Amistoso | Eliminatorias | Eliminatorias | Total | Total |
| Selección | Año   | PJ       | G        | PJ            | G             | PJ    | G     |
| --------- | ----- | -------- | -------- | ------------- | ------------- | ----- | ----- |
| Argentina | 2006  | 2        | 0        | -             | -             | 2     | 0     |
| Argentina | 2012  | 1        | 0        | -             | -             | 1     | 0     |
| Argentina | 2013  | -        | -        | 2             | 0             | 2     | 0     |
| Total     | Total | 3        | 0        | 2             | 0             | 5     | 0     |

#### Entrenador
| Equipo                    | Div                 | Temporada           | Liga  | Liga | Liga | Liga | Liga |       | Copa | Copa | Copa | Copa  |   | Internacional | Internacional | Internacional | Internacional | Internacional |   | Otros | Otros | Otros | Otros |    | Totales | Totales     | Totales | Totales | Totales | Totales | Totales | Totales | Totales |
| Equipo                    | Div                 | Temporada           | Part. | G    | E    | P    | Pos. | Part. | G    | E    | P    | Part. | G | E             | P             | Pos.          | Part.         | G             | E | P     | Part. | G     | E     | P  | Puntos  | Rendimiento | GF      | GC      | Dif.    |         |         |         |         |
| ------------------------- | ------------------- | ------------------- | ----- | ---- | ---- | ---- | ---- | ----- | ---- | ---- | ---- | ----- | - | ------------- | ------------- | ------------- | ------------- | ------------- | - | ----- | ----- | ----- | ----- | -- | ------- | ----------- | ------- | ------- | ------- | ------- | ------- | ------- | ------- |
| Rosario Central Argentina | 1.ª                 | 2022                | 2     | 0    | 1    | 1    | Inc. | 8     | 2    | 2    | 4    | -     | - | -             | -             | -             | -             | -             | - | -     | 10    | 2     | 3     | 5  | 9/30    | 30%         | 11      | 14      | -3      |         |         |         |         |
| Rosario Central Argentina | Total               | Total               | 2     | 0    | 1    | 1    | -    | 8     | 2    | 2    | 4    | -     | - | -             | -             | -             | -             | -             | - | -     | 10    | 2     | 3     | 5  | 9/30    | 30%         | 11      | 14      | -3      |         |         |         |         |
| Aldosivi Argentina        | 1.ª                 | 2022                | 15    | 3    | 3    | 9    | Inc. | 1     | 0    | 0    | 1    | -     | - | -             | -             | -             | -             | -             | - | -     | 16    | 3     | 3     | 10 | 12/48   | 25%         | 13      | 28      | -15     |         |         |         |         |
| Aldosivi Argentina        | Total               | Total               | 15    | 3    | 3    | 9    | -    | 1     | 0    | 0    | 1    | -     | - | -             | -             | -             | -             | -             | - | -     | 16    | 3     | 3     | 10 | 12/48   | 25%         | 13      | 28      | -15     |         |         |         |         |
| Rampla Juniors Uruguay    | 2.ª                 | 2025                | 1     | 0    | 0    | 1    |      |       |      |      |      | -     | - | -             | -             | -             |               |               |   |       | 5     | 0     | 2     | 3  | 0/3     | 13%         | 0       | 10      | 10      |         |         |         |         |
| Rampla Juniors Uruguay    | Total               | Total               | 5     | 0    | 2    | 3    |      |       |      |      |      |       |   |               |               |               |               |               |   |       | 5     | 0     | 2     | 3  | 2/15    | 13%         | 0       | 10      | -10     |         |         |         |         |
| Total en su carrera       | Total en su carrera | Total en su carrera | 22    | 3    | 6    | 13   | -    | 9     | 2    | 2    | 5    | -     | - | -             | -             | -             | -             | -             | - | -     | 31    | 5     | 8     | 18 | 22/93   | 23%         | 24      | 52      | -28     |         |         |         |         |
| 1.                        |                     |                     |       |      |      |      |      |       |      |      |      |       |   |               |               |               |               |               |   |       |       |       |       |    |         |             |         |         |         |         |         |         |         |

#### Resumen por competencias
| Competición                   | PD | G | E | P  | GF | GC | Dif. | Rendimiento | Mejor Resultado        |
| ----------------------------- | -- | - | - | -- | -- | -- | ---- | ----------- | ---------------------- |
| Primera División de Argentina | 17 | 3 | 4 | 10 | 11 | 26 | -15  | 25.49%      |                        |
| Copa Argentina                | 2  | 0 | 1 | 1  | 3  | 5  | -2   | 16.67%      | Dieciseisavos de final |
| Copa de la Liga Profesional   | 7  | 2 | 1 | 4  | 10 | 11 | -1   | 33.33%      | Décimo cuarto lugar    |

## Palmarés

### Campeonatos nacionales
| Título             | Equipo          | País      | Año     |
| ------------------ | --------------- | --------- | ------- |
| Primera División   | Vélez Sarsfield | Argentina | C-2005  |
| Primera División   | Vélez Sarsfield | Argentina | C-2009  |
| Primera División   | Boca Juniors    | Argentina | A-2011  |
| Copa Argentina     | Boca Juniors    | Argentina | 2011/12 |
| Primera B Nacional | Aldosivi        | Argentina | 2017/18 |

### Campeonatos internacionales
| Título            | Equipo | Sede            | Año  |
| ----------------- | ------ | --------------- | ---- |
| Copa Sudamericana | Lanús  | América del Sur | 2013 |